# Panzerartilleriebataillon 45
Das Panzerartilleriebataillon 45 der Bundeswehr war bis zu seiner Auflösung am 31. März 1993 in der Zieten-Kaserne in Göttingen stationiert.

## Geschichte

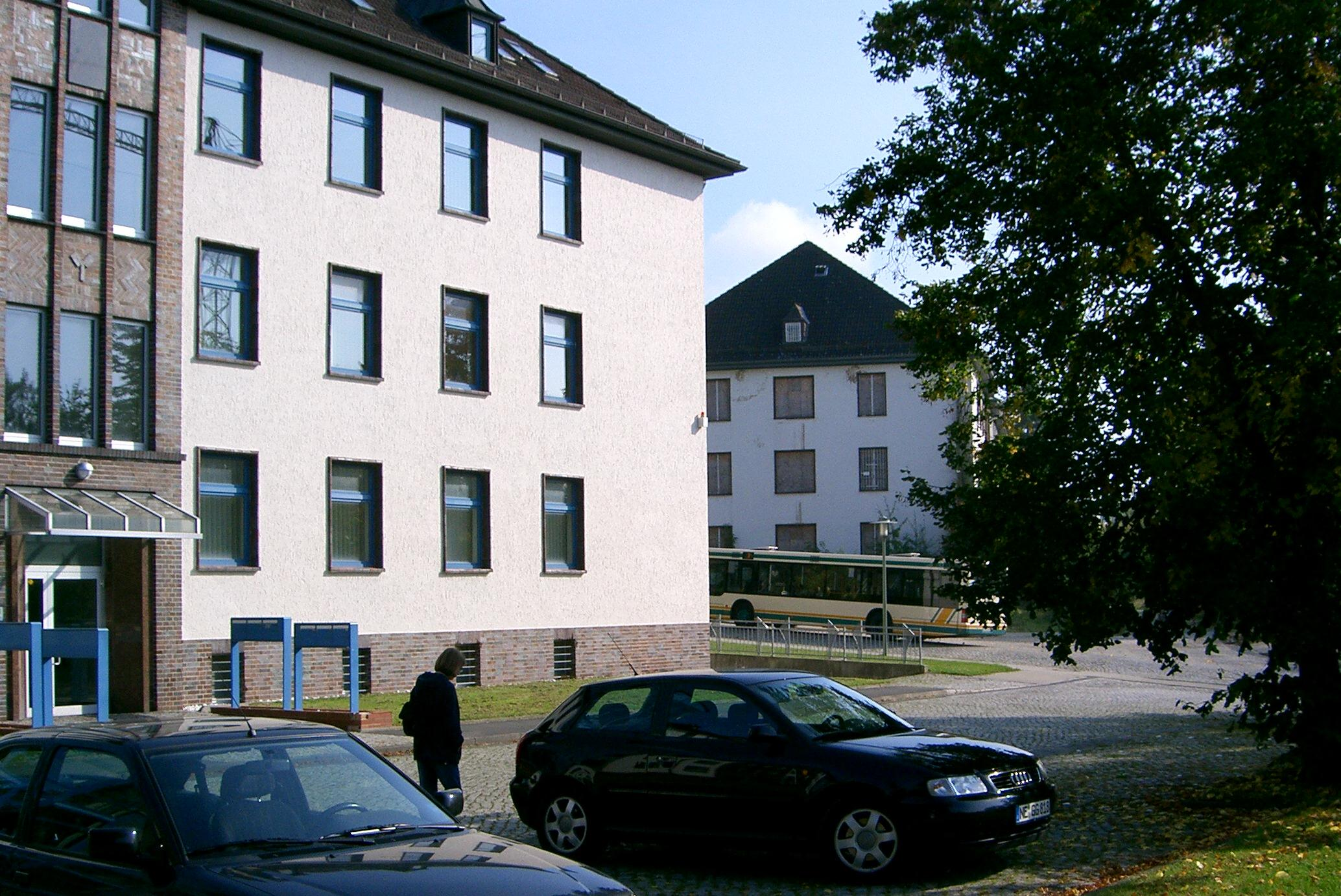
Ehemaliges Stabsgebäude des Bataillons in der Zieten-Kaserne. Heute zivile Wohnblocks

Das Panzerartilleriebataillon 45 ging aus dem der Panzergrenadierbrigade 4 am 7. November 1961 unterstellten Feldartilleriebataillon 45 hervor. Im Rahmen der Neuaufstellung der Panzerbrigade 34 (später in Panzerbrigade 6 umbenannt) wurde das Feldartilleriebataillon geteilt und teilweise dieser neuen Brigade unterstellt (eine übliche Verfahrensweise zur Aufstellung neuer Verbände). Die Neuaufstellung als Panzerartilleriebataillon begann am 1. Oktober 1975 in Göttingen.
Seit dem 1. Oktober 1980 nach der Heeresstruktur 4 gegliedert, hatte das Bataillon eine Stabs- und Versorgungsbatterie (1./45) und drei "schießende Batterien" (2., 3. und 4./45). Diese hatten als Einsatz- und Ausbildungsbatterien (E/A-Batterien) Rekruten auszubilden. Sie waren mit je 6 Panzer-Haubitzen M 109G (Kaliber 155 mm, Reichweite 18,5 km) ausgestattet.
1986 wurde im Rahmen der Artilleriestruktur 85 die 4. Batterie aufgelöst, ihre Haubitzen wurden der 2. und 3. Batterie zugeteilt. Bis 1993 nahm das Panzerartilleriebataillon 45 an vielen Übungen und Manövern mit anderen Einheiten der Panzergrenadierbrigade 4, der es unterstellt war, teil. Zur Panzergrenadierbrigade 4, die ebenfalls in Göttingen stationiert war, gehörten die Panzergrenadierbataillone 41, 42 (Kassel) und 43, das Panzerbataillon 44 und die Panzerjägerkompanie 40. 1988 wurden die M109G (Kurzrohr) durch Panzerhaubitzen  M109A3GA1 (Langrohr) ersetzt.
Im Rahmen der Auflösung des Panzerartilleriebataillons 45 wurden die Panzerhaubitzen 1993 an die neu aufgestellte Heimatschutzbrigade 41 im Beitrittsgebiet abgegeben. Im Jahre 1994 wurde dann auch die Panzergrenadierbrigade 4 aufgelöst und das Kasernengelände an die Stadt Göttingen verkauft.
Heute ist die ehemalige Zieten-Kaserne in Göttingen weitgehend in eine Wohnsiedlung umgewandelt. Die Fahrzeughallen wurden vollständig abgerissen. Die Kasernen-Blocks wurden Ende der 90er Jahre saniert und werden seitdem zivil genutzt.

## Die Kommandeure
| Nr. | Dienstgrad     | Name               | Kommandeur von  | Kommandeur bis     |
| --- | -------------- | ------------------ | --------------- | ------------------ |
| 1   | Oberstleutnant | Jochen Reichardt   | 1. Oktober 1975 | 1. Oktober 1981    |
| 2   | Oberstleutnant | Hans Göbel         | 1. Oktober 1981 | 1. Oktober 1983    |
| 3   | Oberstleutnant | Klaus Hermann Arps | 1. Oktober 1983 | 1. Oktober 1987    |
| 4   | Oberstleutnant | Hans Klaus Haacke  | 1. Oktober 1987 | 30. September 1989 |
| 5   | Oberstleutnant | Heinrich Fischer   | 1. Oktober 1989 | 1. Oktober 1991    |
| 6   | Oberstleutnant | Heinz Glump        | 1. Oktober 1991 | 30. September 1992 |
| 7   | Major          | Karl Heinz Menkel  | 1. Oktober 1992 | 31. März 1993      |

Koordinaten: 51° 31′ 14″ N, 9° 58′ 10″ O